# Liste des œuvres d'art d'Issy-les-Moulineaux
Cet article recense les œuvres d'art dans l'espace public d'Issy-les-Moulineaux, en France.

## Liste
| Œuvre                                       | Auteur                | Localisation                                     | Notes                                                               | Installation | Coordonnées                      | Illustration     |
| ------------------------------------------- | --------------------- | ------------------------------------------------ | ------------------------------------------------------------------- | ------------ | -------------------------------- | ---------------- |
| Banc Antun Gustav Matoš                     | Ivan Kožarić (en)     | Hôpital Corentin-Celton, jardin                  |                                                                     |              | 48° 49′ 45″ nord, 2° 16′ 38″ est | Image manquante  |
| Belle                                       | Achiam                | Parc Henri-Barbusse                              |                                                                     | 2007         | 48° 49′ 14″ nord, 2° 16′ 00″ est | Image manquante  |
| Buste de Bonaventure Leca                   |                       | Square Bonaventure-Leca                          |                                                                     |              | 48° 49′ 31″ nord, 2° 16′ 22″ est | Image manquante  |
| Buste de Charles de Gaulle                  | Clara DeLamater       | Place du 8-mai-1945                              |                                                                     |              | 48° 49′ 18″ nord, 2° 16′ 13″ est | Image manquante  |
| Buste de Jean Moulin                        | Rodolfo Vega          | Boulevard des Îles                               |                                                                     | 1995         | 48° 49′ 22″ nord, 2° 14′ 59″ est | Image manquante  |
| Buste de Missak Manouchian                  | Michel Adjar          | Place Groupe-Manouchian                          |                                                                     | 2009         | 48° 48′ 56″ nord, 2° 15′ 54″ est | Image manquante  |
| Buste de Philippe Leclerc de Hauteclocque   | Maïrée Mannick        | Square Bonaventure-Leca                          |                                                                     | 1989         | 48° 49′ 31″ nord, 2° 16′ 24″ est | Image manquante  |
| Fontaine                                    | Pierre Baqué          | Rue Prudent-Jassedé                              | Fontaine                                                            | 1992         | 48° 49′ 24″ nord, 2° 16′ 30″ est | Image manquante  |
| Fontaine                                    |                       | Place de la Fontaine                             | Fontaine                                                            | 1914         | 48° 49′ 22″ nord, 2° 15′ 56″ est | Image manquante  |
| Fontaine sculptée                           | Rodolfo Vega          | Mail Raymond-Menand                              | Fontaine                                                            | 1989         | 48° 49′ 30″ nord, 2° 16′ 19″ est | Image manquante  |
| Le Grain qui germe                          | Jac Adam              | 3 rue des Acacias                                |                                                                     | 1978         | 48° 49′ 29″ nord, 2° 16′ 00″ est | Image manquante  |
| Hercule et la Stèle végétale                | Ivan Theimer          | 40-42 rue Guynemer, patio                        |                                                                     | 1992         | 48° 49′ 43″ nord, 2° 16′ 30″ est | Image manquante  |
| Monument aux héros morts pour la libération | Charlotte Engels (lb) | Parc Sainte-Lucie                                |                                                                     | 1992         | 48° 49′ 12″ nord, 2° 15′ 06″ est | Image manquante  |
| L'Homme, la Femme et l'Enfant               | Guy Lartigue          | Rue Jean-Jacques-Rousseau                        |                                                                     | 1998         | 48° 49′ 20″ nord, 2° 15′ 27″ est | Image manquante  |
| Le Merle Moqueur                            | Christian Renonciat   | 90-98 promenade du Verger                        |                                                                     | 2015         | 48° 49′ 00″ nord, 2° 16′ 02″ est | Image manquante  |
| Monument à Alphonse Juin                    |                       | Rue du Gouverneur-Général-Éboué                  |                                                                     | 1991         | 48° 49′ 31″ nord, 2° 16′ 03″ est | Image manquante  |
| Monument à Jean de Lattre de Tassigny       | Philippe Kaeppelin    | Avenue Victor-Cresson                            |                                                                     |              | 48° 49′ 26″ nord, 2° 16′ 22″ est | Image manquante  |
| Monument aux morts                          |                       | Rue Hoche                                        |                                                                     |              | 48° 49′ 31″ nord, 2° 16′ 24″ est | Image manquante  |
| Monument aux morts des Moulineaux           |                       | Rue du Docteur-Lombard                           |                                                                     |              | 48° 49′ 06″ nord, 2° 15′ 07″ est | Image manquante  |
| Musique                                     | Michel Rico           | Mail Menand, conservatoire Niedermeyer           | Bas-relief                                                          | 1989         | 48° 49′ 30″ nord, 2° 16′ 11″ est | Image manquante  |
| Les Oiseaux                                 | Albert Avetisyan      | Rue d'Érevan                                     |                                                                     | 1992         | 48° 49′ 08″ nord, 2° 15′ 39″ est | Image manquante  |
| Jerzy Popiełuszko                           | Jacques Chauvenet     | Parc de l'Abbé-Derry                             |                                                                     | 1992         | 48° 49′ 21″ nord, 2° 16′ 46″ est | Image manquante  |
| Relais                                      | Stanislas Demichel    | Halle Christiane-Guillaume, rue du Bateau-Lavoir |                                                                     | 2007         | 48° 49′ 35″ nord, 2° 15′ 51″ est | Image manquante  |
| Le Roi Salomon                              | Achiam                | Place Jacques-Madaule                            |                                                                     | 2000         | 48° 49′ 25″ nord, 2° 15′ 40″ est | Image manquante  |
| Sculpture monumentale                       | Isabelle Dornes       | Rue Rouget-de-Lisle                              |                                                                     | 1990         | 48° 49′ 44″ nord, 2° 15′ 51″ est | Image manquante  |
| Signal monumental                           | Guy Lartigue          | Plateau Égalité-Rodin                            |                                                                     | 1980         | 48° 49′ 04″ nord, 2° 15′ 35″ est | Image manquante  |
| Soleil                                      | Michel Rico           | Square de l'Hôtel-de-Ville                       | Fontaine                                                            | 1988         | 48° 49′ 29″ nord, 2° 16′ 24″ est | Image manquante  |
| La Tente du poète                           | Jac Adam              | 38 bis rue d'Érevan                              |                                                                     | 1978         | 48° 49′ 07″ nord, 2° 15′ 37″ est | Image manquante  |
| Tour Eiffel                                 |                       | 42 rue Ernest-Renan                              | Réplique de la tour Eiffel sous forme d'enseigne ; Classé MH (1987) | 1892         | 48° 49′ 39″ nord, 2° 16′ 48″ est | Image manquante  |
| Tour aux figures                            | Jean Dubuffet         | Île Saint-Germain                                | Classé MH (2008)                                                    | 1988         | 48° 49′ 43″ nord, 2° 15′ 31″ est | Tour aux figures |
| Les Trois Nymphes                           | Guy Lartigue          | Place Jacques-Henri-Lartigue                     | Fontaine                                                            | 1998         | 48° 49′ 26″ nord, 2° 15′ 37″ est | Image manquante  |
| Trophées                                    |                       | Parc Sainte-Lucie, portail Gévelot               | Bas-reliefs                                                         | 1902         | 48° 49′ 09″ nord, 2° 15′ 05″ est | Image manquante  |
| We Have Lift Off                            | Crispin Guest         | 12 rue Guynemer                                  | Haut-relief                                                         | 1992         | 48° 49′ 52″ nord, 2° 16′ 43″ est | Image manquante  |

## Pour approfondir